# Лінкольнвілл (Пенсільванія)
Лінкольнвілл (англ. Lincolnville) — переписна місцевість (CDP) в США, в окрузі Кроуфорд штату Пенсільванія. Населення — 86 осіб (2020).

## Географія
Лінкольнвілл розташований за координатами 41°47′25″ пн. ш. 79°50′17″ зх. д. / 41.79028° пн. ш. 79.83806° зх. д. (41.790241, -79.838067).  За даними Бюро перепису населення США в 2010 році переписна місцевість мала площу 0,70 км², уся площа — суходіл.

## Демографія
Згідно з переписом 2010 року, у переписній місцевості мешкало 96 осіб у 36 домогосподарствах у складі 28 родин. Густота населення становила 138 осіб/км².  Було 41 помешкання (59/км²).
Расовий склад населення:
| - 97,9 % — білих - 1,0 % — чорних або афроамериканців |

До двох чи більше рас належало 1,0 %. Частка іспаномовних становила 0,0 % від усіх жителів.
За віковим діапазоном населення розподілялося таким чином: 27,1 % — особи молодші 18 років, 61,4 % — особи у віці 18—64 років, 11,5 % — особи у віці 65 років та старші. Медіана віку мешканця становила 38,0 року. На 100 осіб жіночої статі у переписній місцевості припадало 108,7 чоловіків;  на 100 жінок у віці від 18 років та старших — 118,8 чоловіків також старших 18 років.
Середній дохід на одне домашнє господарство  становив 40 532 долари США (медіана — 37 250), а середній дохід на одну сім'ю — 49 611 долар (медіана — 53 125). За межею бідності перебувало 12,8 % осіб, у тому числі 7,0 % дітей у віці до 18 років та 0,0 % осіб у віці 65 років та старших.
Цивільне працевлаштоване населення становило 50 осіб. Основні галузі зайнятості: виробництво — 38,0 %, роздрібна торгівля — 26,0 %, освіта, охорона здоров'я та соціальна допомога — 20,0 %.